# World Hockey Association 1978/1979
World Hockey Association 1978/1979 var den sjunde och sista säsongen av World Hockey Association (WHA). De sju lagen spelade 80 matcher var under grundserien. Efter säsongsavslutningen följdes ett slutspel med spel om Avco World Trophy. Säsongen inleddes den 13 oktober 1978 och avslutades den 18 april 1979.
Winnipeg Jets vann Avco World Trophy efter finalseger mot Edmonton Oilers med 4-2 i matcher.
Quebec Nordiques-spelaren Réal Cloutier vann poängligan på 129 poäng, 75 mål + 54 assist.
Inför säsongen hade Houston Aeros dragit sig ur serien. På grund av detta valde WHA att låta tre internationella lag, Finland All-Star, Sovjet All-Star och Tjeckoslovakien All-Star, få vara med och spela matcher mot WHA-lagen som även räknades in i seriespelet. Efter endast 25 spelade matcher drog sig även Indianapolis Racers ur ligaspelet då klubben hade hamnat i ekonomiska problem.
Säsongens målrikaste match spelades mellan Cincinnati Stingers och Winnipeg Jets den 17 november då Winnipeg vann bortamatchen med 10-6.
En ung Wayne Gretzky gjorde sin proffsdebut för Indianapolis Racers i WHA under säsongen, han blev sen tradad till Edmonton Oilers efter endast åtta matcher för Indianapolis.
Efter att WHA hade lagts ner efter säsongen, gick de fyra bäst placerade lagen i grundserien, Edmonton Oilers, New England Whalers (som Hartford Whalers), Quebec Nordiques och Winnipeg Jets, gick över till NHL inför säsongen 1979/1980.

## Grundserien
Not: SM = Spelade matcher, V = Vinster, O = Oavgjorda, F = Förluser, GM = Gjorda mål, IM = Insläppta mål, MSK = Målskillnad, Pts = Poäng
- Lag i GRÖN färg till semifinal
- Lag i BLÅ färg till kvartsfinal
- Lag i RÖD färg hade spelat klart för säsongen

### Tabellen
| WHA 1978/1979            | SM | V  | O | F  | GM  | IM  | MSK | Pts |
| ------------------------ | -- | -- | - | -- | --- | --- | --- | --- |
| Edmonton Oilers          | 80 | 48 | 2 | 30 | 340 | 266 | +74 | 98  |
| Quebec Nordiques         | 80 | 41 | 5 | 34 | 288 | 271 | +17 | 87  |
| Winnipeg Jets            | 80 | 39 | 6 | 35 | 307 | 306 | +1  | 84  |
| New England Whalers      | 80 | 37 | 9 | 34 | 298 | 287 | +11 | 83  |
| Cincinnati Stingers      | 80 | 33 | 6 | 41 | 274 | 284 | -10 | 72  |
| Birmingham Bulls         | 80 | 32 | 6 | 42 | 286 | 311 | -25 | 70  |
| Indianapolis Racers      | 25 | 5  | 2 | 18 | 78  | 130 | -52 | 12  |
| Sovjet All-Star          | 6  | 4  | 1 | 1  | 27  | 20  | +7  | 9   |
| Tjeckoslovakien All-Star | 6  | 1  | 1 | 4  | 14  | 33  | -19 | 3   |
| Finland All-Star         | 1  | 0  | 0 | 1  | 4   | 8   | -4  | 0   |

## Poängligan i grundserien
Not: SP = Spelade matcher, M = Mål, A = Assists, Pts = Poäng
| Spelare         | Lag                      | SM | M  | A  | Pts |
| --------------- | ------------------------ | -- | -- | -- | --- |
| Réal Cloutier   | Quebec Nordiques         | 77 | 75 | 54 | 129 |
| Robbie Ftorek   | Cincinnati Stingers      | 80 | 39 | 77 | 116 |
| Wayne Gretzky   | Indiananpolis / Edmonton | 80 | 46 | 64 | 110 |
| Mark Howe       | New England Whalers      | 77 | 42 | 65 | 107 |
| Kent Nilsson    | Winnipeg Jets            | 78 | 39 | 68 | 107 |
| Morris Lukowich | Winnipeg Jets            | 80 | 65 | 34 | 99  |
| Marc Tardif     | Quebec Nordiques         | 74 | 41 | 55 | 96  |
| André Lacroix   | New England              | 78 | 32 | 56 | 88  |
| Peter Sullivan  | Winnipeg Jets            | 80 | 46 | 40 | 86  |
| Terry Ruskowski | Winnipeg Jets            | 75 | 20 | 66 | 86  |

## Slutspelet
- Sex lag gjorde upp om Avco World Trophy
- Samtliga matchserier avgjordes i bäst av sju matcher
- Slutspelet inleddes den 21 april och avslutades den 20 maj

|  | Kvartsfinaler | Kvartsfinaler | Kvartsfinaler |             |   | Semifinaler | Semifinaler | Semifinaler |  |  | Final | Final | Final |  |
|  |               |               |               |             |   |             |             |             |  |  |       |       |       |  |
|  |               |               |               |             |   |             |             |             |  |  |       |       |       |  |
|  |               |               |               |             |   |             |             |             |  |  |       |       |       |  |
|  |               |               |               |             |   |             |             |             |  |  |       |       |       |  |
|  |               | 1             | Edmonton      | 4           |   |             |             |             |  |  |       |       |       |  |
|  |               |               |               | 4           |   |             |             |             |  |  |       |       |       |  |
|  |               |               | 4             | New England | 3 |             |             |             |  |  |       |       |       |  |
|  | 4             | New England   | 4             | New England | 3 | 2           |             |             |  |  |       |       |       |  |
|  | 4             | New England   |               |             |   |             |             |             |  |  |       |       |       |  |
|  | 5             | Cincinnati    | 1             |             |   |             |             |             |  |  |       |       |       |  |
|  | 5             | Cincinnati    | 1             |             | 1 | Edmonton    | 2           |             |  |  |       |       |       |  |
|  |               |               |               |             |   |             |             |             |  |  |       |       |       |  |
|  |               |               | 3             | Winnipeg    | 4 |             |             |             |  |  |       |       |       |  |
|  |               |               | 3             | Winnipeg    | 4 |             |             |             |  |  |       |       |       |  |
|  |               |               |               |             |   |             |             |             |  |  |       |       |       |  |
|  |               |               |               |             |   |             |             |             |  |  |       |       |       |  |
|  |               | 2             | Quebec        | 0           |   |             |             |             |  |  |       |       |       |  |
|  |               |               |               | 0           |   |             |             |             |  |  |       |       |       |  |
|  |               |               | 3             | Winnipeg    | 4 |             |             |             |  |  |       |       |       |  |
|  |               |               | 3             | Winnipeg    | 4 |             |             |             |  |  |       |       |       |  |
|  |               |               |               |             |   |             |             |             |  |  |       |       |       |  |
|  |               |               |               |             |   |             |             |             |  |  |       |       |       |  |

## Avco World Trophy-final
Edmonton Oilers vs. Winnipeg Jets
Winnipeg Jets vann finalserien med 4-2 i matcher

## WHA awards
| 1978–79 WHA awards              | 1978–79 WHA awards                |
| ------------------------------- | --------------------------------- |
| Avco World Trophy               | Winnipeg Jets                     |
| Gordie Howe Trophy              | Dave Dryden, (Edmonton Oilers)    |
| Bill Hunter Trophy              | Réal Cloutier, (Quebec Nordiques) |
| Lou Kaplan Trophy               | Wayne Gretzky, (Edmonton Oilers)  |
| Ben Hatskin Trophy              | Dave Dryden, (Edmonton Oilers)    |
| Dennis A. Murphy Trophy         | Rick Ley, (New England Whalers)   |
| Paul Deneau Trophy              | Kent Nilsson, (Winnipeg Jets)     |
| Robert Schmertz Memorial Trophy | John Brophy, (Birmingham Bulls)   |
| WHA Playoff MVP                 | Rich Preston, (Winnipeg Jets)     |

## All-Star
| Första laget                         | Position | Andra laget                         |
| ------------------------------------ | -------- | ----------------------------------- |
| Dave Dryden, (Edmonton Oilers)       | M        | Richard Brodeur, (Quebec Nordiques) |
| Rob Ramage, (Birmingham Bulls)       | B        | Paul Shmyr, (Edmonton Oilers)       |
| Rick Ley, (New England Whalers)      | B        | Dave Langevin, (Edmonton Oilers)    |
| Robbie Ftorek, (Cincinnati Stingers) | C        | Wayne Gretzky, (Edmonton Oilers)    |
| Réal Cloutier, (Quebec Nordiques)    | HF       | Blair MacDonald, (Edmonton Oilers)  |
| Mark Howe, (New England Whalers)     | VF       | Morris Lukowich, (Winnipeg Jets)    |